# ブラックライト

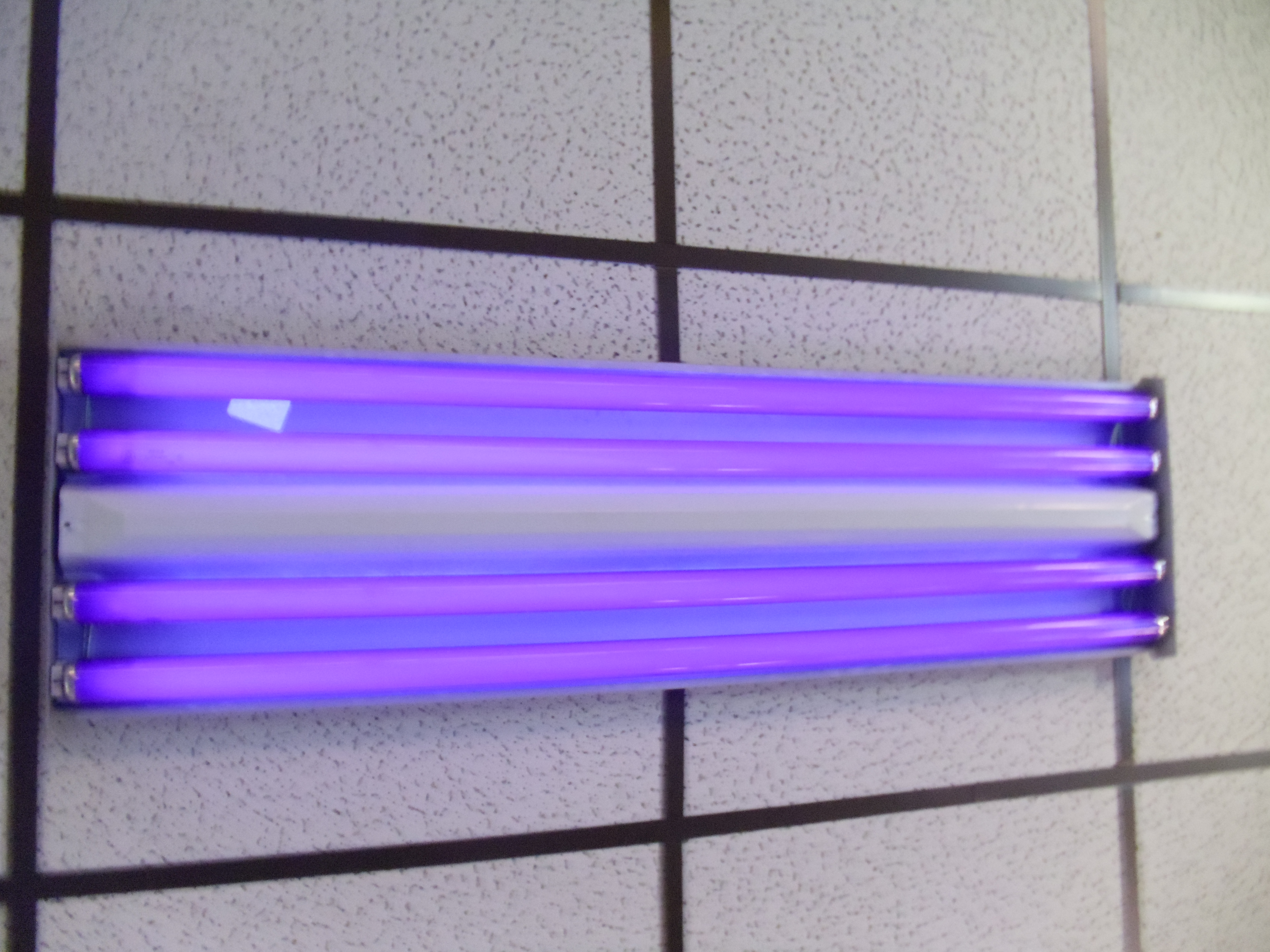
ブラックライト

ブラックライト（英語: black light）とは、わずかに眼で見える短波長の紫外線（波長 315-400 nm、UVA、Ultraviolet A）を放射する電灯である。ブラックライトの光自体は人間の目にほとんど見えないが、ブラックライトを当てた物体は内部に含まれる蛍光物質だけが発光するため、非破壊検査の磁粉探傷試験に使われるほか、視覚効果の一種としても利用される。

## 概要

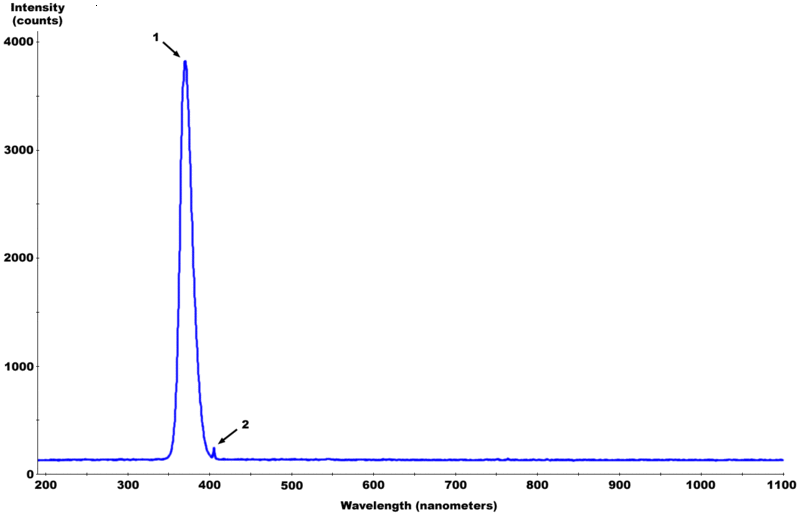
ブラックライト光の波長スペクトルの例

蛍光管を使うブラックライトは、使用される蛍光体が異なる以外は通常の蛍光灯と同じように製造される。また、通常の蛍光灯では蛍光管のガラスは白色だが、ブラックライトでは必要に応じてウッドガラスと呼ばれる深い青紫のガラスを用いて波長400 nm以上の可視光線をカットする。誘蛾灯のように可視光線も必要な場合、ウッドガラスは使わない。
蛍光物質には、ユウロピウムを微量添加（ドープ）したフッ化ホウ素酸ストロンチウム（SrB4O7F:Eu2+, ピーク波長は368-371 nm）か、鉛をドープしたケイ化バリウム（BaSi2O5:Pb+, ピーク波長は350-353 nm）がよく用いられる。ウッドガラスを用いたブラックライトの場合、ピーク波長は365 nmになる。
白熱電球のバルブにウッドガラスを用いただけでも、簡易ブラックライトになる。これは紫外線を得るため、最初期に実際に使われていた方法である。しかしながら、白熱電球のフィラメントから放出される光の大部分は赤外線から可視光線であり、その効率は極端に悪い。また、電力の殆どがジュール熱になってしまうため、電球が過熱して危険であるという難点もある。
これら以外に、紫外線LED照明を用いる方法もある。
なお、同じく紫外線を照射する殺菌灯とは用途が異なることや発光方式の違い（殺菌灯は蛍光体を用いずに水銀の発光を直接照射する）から波長が異なる。

## 用途

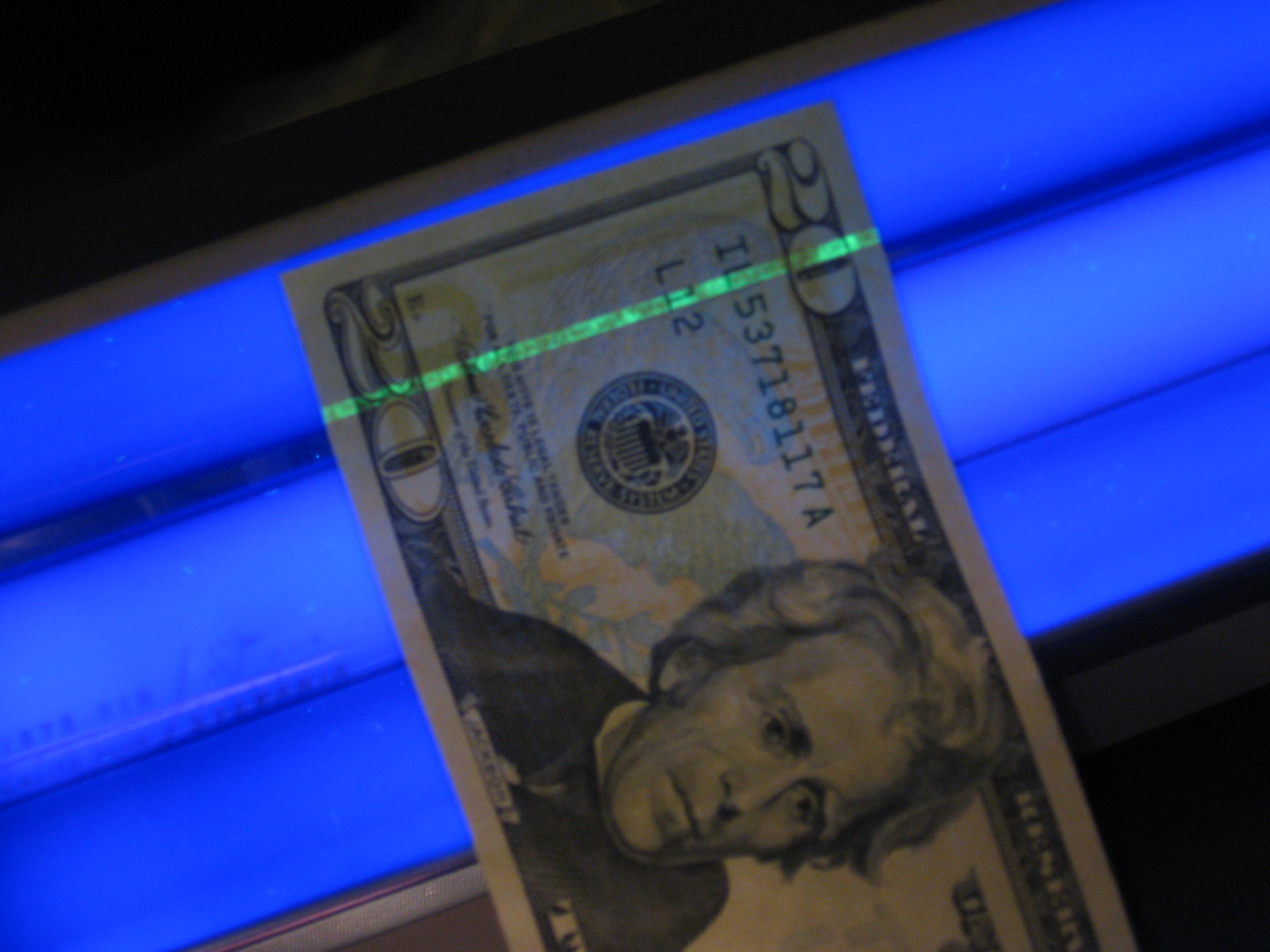
偽造防止のために紫外線不可視印刷が施された紙幣

ブラックライトは、屋内における視覚効果のほか、医学・生物学・鉱物学・美術品鑑定の分野や、真贋判定でも利用されている。
- 細菌には、蛍光物質を持つものがあるため、ブラックライトを当てることにより、それらの菌の繁殖を確認できる。この性質を利用し、白癬などの皮膚病の一種は、ブラックライトを使った確定診断が可能になっている。
- ブラックライトは、紙幣・骨董品・各種証明書・パスポート・査証・クレジットカードの真贋鑑定にも使われる。現在世界で発行されている多くの紙幣には、偽札や偽造を防止するため、UV不可視インク（紫外線蛍光インク）を使った模様が描かれているからである。日本銀行券の場合は1993年のミニ改刷以降のD号券や現在発行中のE号券・F号券で印章（表面「総裁之印」、一部券種では裏面「発券局長」にも）や一部券種では地模様に特殊発光インキが使用されている。
- ブラックライトを使うと、蛍光染料の有無が確認できるので、食品衛生や衣料品などの蛍光チェックに利用できる。またビタミンB群は蛍光するので、尿の飛び散りなど便所掃除のチェックにも使用できる。
- ブラックライトは、太陽光や蛍光灯よりも早く蓄光できるため、蛍光塗料を用いた物質の蓄光に用いられる。
- 不正軽油の識別のため、日本ではA重油や灯油にはクマリンが添加されている。このため、クマリンが添加された重油や灯油にブラックライトを照射すると、液体が白く濁り、軽油と灯油を判別できる。
- 紫外線で硬化するUVレジン（光硬化樹脂の一種）の硬化用の光源としても使用され、ホビー（アクセサリーや模型）、ネイルアートや歯科で利用されている。ただし近年の虫歯治療等では目への安全性を考慮して紫外線に代わって青い可視光線を用いることが多い。

## ブラックライトの一覧

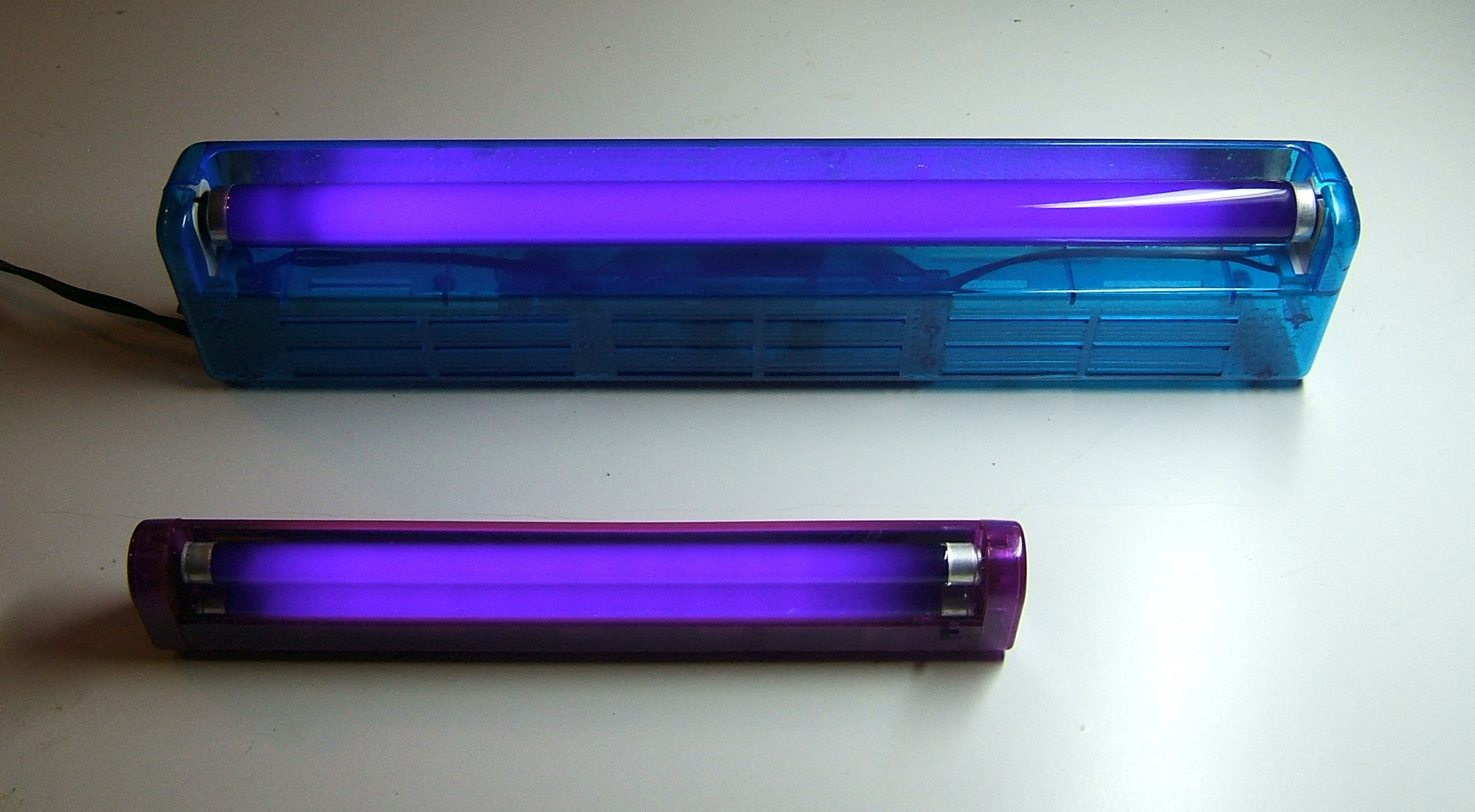
ブラックライトの蛍光灯
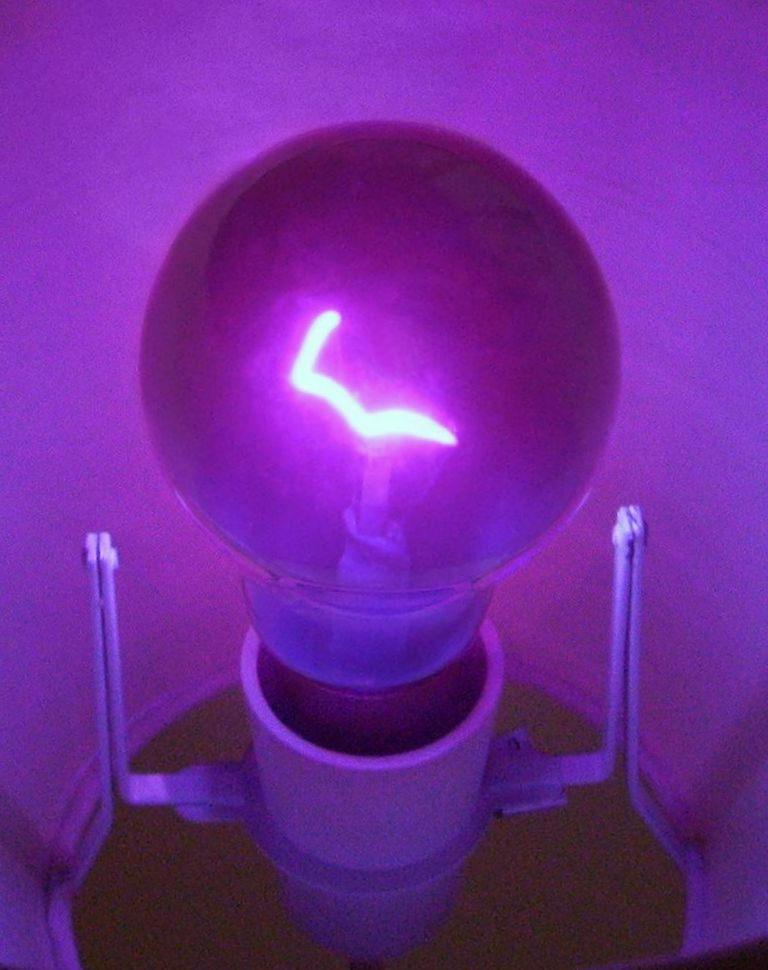
ブラックライトの白熱電球
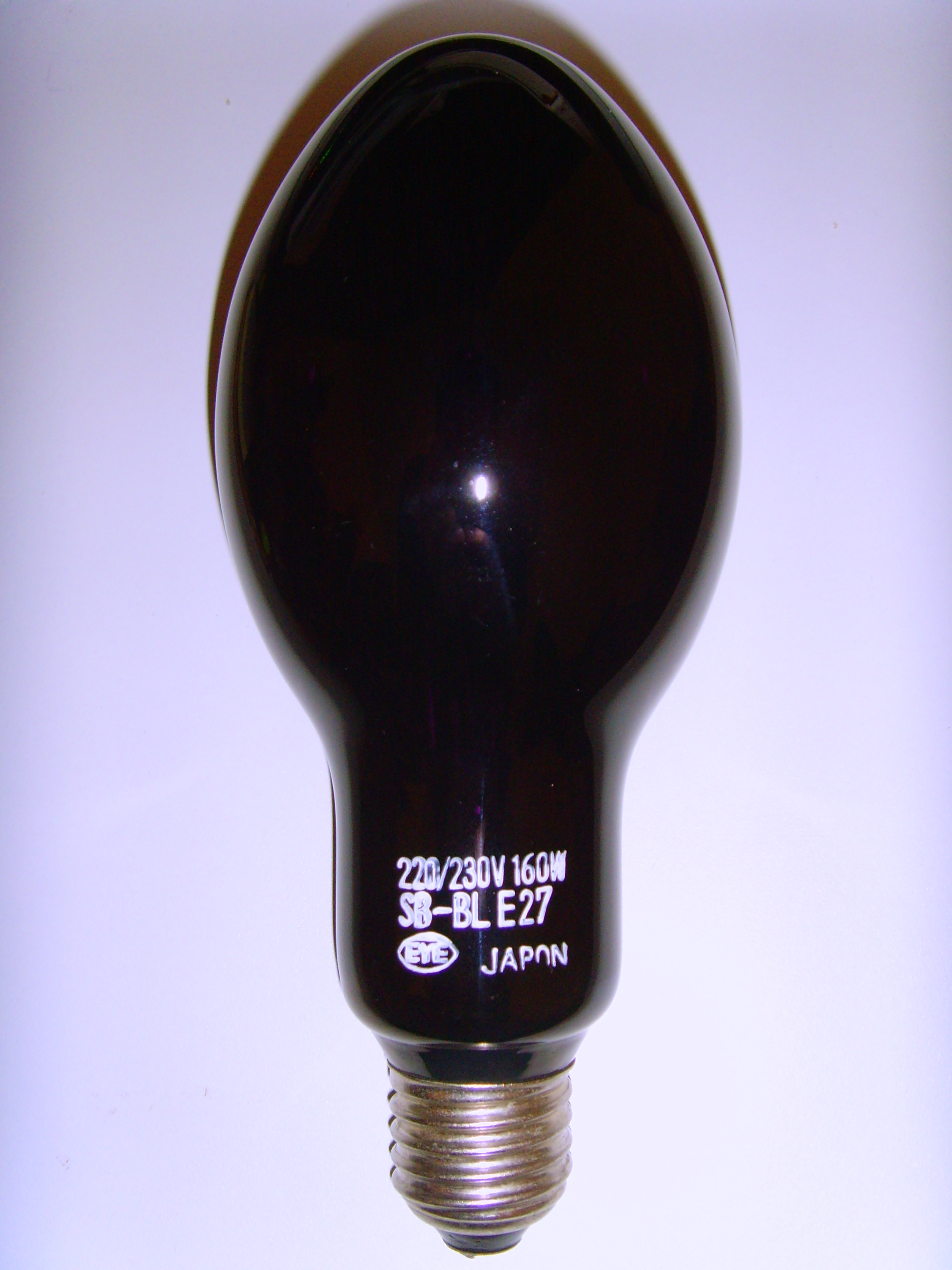
ブラックライトの水銀灯
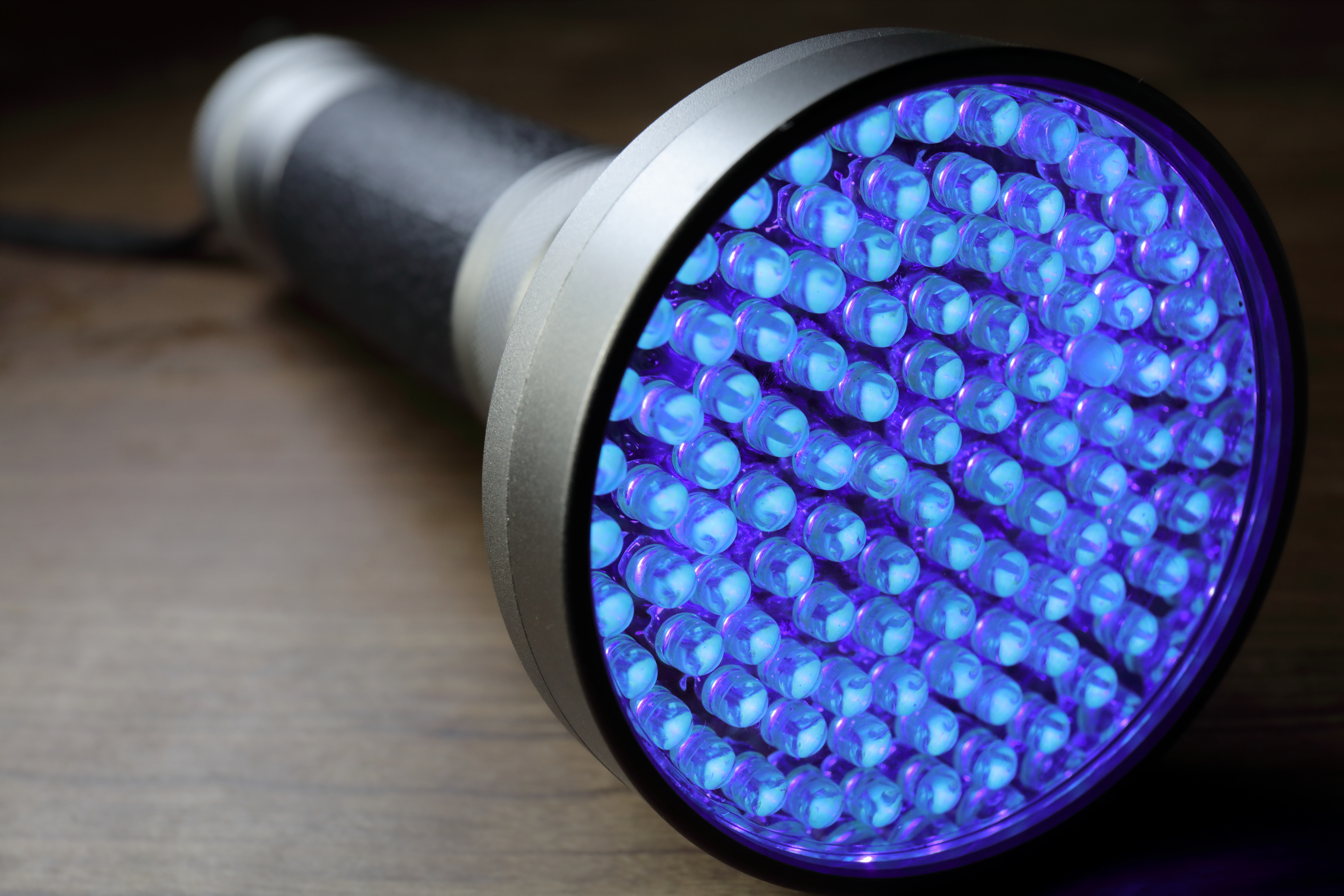
ブラックライトのLED